# Sage Erickson
Pour les articles homonymes, voir Erickson.
Sage Erickson est une surfeuse professionnelle américaine née le 28 décembre 1990 à Ojai, en Californie.

## Palmarès et résultats

### Saison par saison
- 2008 :
  - 2e du Vans Pier Classic à Huntington Beach (États-Unis)
- 2010 :
  - 3e du Estoril Billabong Girls à Estoril (Portugal)
- 2011 :
  - 2e du Drug Aware Pro à Margaret River (Australie)
  - 2e du Swatch Girls Pro France à Seignosse (France)
- 2012 :
  - 3e du Hunter Ports Womens Classic à Newcastle (Australie)
  - 3e du Swatch Girls Pro France à Seignosse (France)
  - 1re du Paul Mitchell Supergirl Pro à Oceanside (États-Unis)
  - 1re du Cabreiroa Pantin Classic Pro à La Corogne (Espagne)
  - Championne du monde QS
- 2013 :
  - 3e du Cascais Girls Pro à Cascais (Portugal)
- 2014 :
  - 3e du Hunter Ports Womens Classic à Newcastle (Australie)
  - 3e du Port Taranaki Pro à Taranaki (Nouvelle-Zélande)
  - 1re du Supergirl Pro à Oceanside (États-Unis)
- 2015 :
  - 3e du Port Taranaki Pro à Taranaki (Nouvelle-Zélande)[1]
  - 3e du Paul Mitchell Supergirl Pro à Oceanside (États-Unis)[2]
  - 1re du Copa El Salvador Impresionante à La Libertad (Salvador)[3]

### Classements
| Année             | 2010 | 2011 | 2012 | 2013 | 2014 |
| ----------------- | ---- | ---- | ---- | ---- | ---- |
| Championship Tour |      |      | 13e  | 14e  |      |
| Qualifying Series | 10e  | 4e   | 1re  | 16e  | 3e   |